# Karl Kässmayer
Karl Alois Anton Kässmayer, auch Käßmayer, Käsmayer oder Kässmayr (* 18. oder 19. April 1861 in Wien; † 1. Juni 1897 in Aschach an der Donau) war ein österreichischer Maler von Porträts, Jagdszenen und Landschaften.

## Leben
Der Sohn des Musikers Moritz Kässmayer studierte an der Akademie der bildenden Künste Wien unter Griepenkerl und L’Allemand sowie zwischen 1884 und 1889 an der Akademie der Bildenden Künste München unter Weishaupt und Defregger.
Um 1893 lebte er wieder in Wien, wo er Opfer einer Explosion in seinem Atelier wurde. Später lebte er in Garsten, ab Herbst 1895 in Linz, wo er Privatunterricht gab, aber „nicht zur Geltung“ kam. Zuletzt lebte er in Wels.
Er erschoss sich am 1. Juni 1897 in der Fischerhütte des Parks von Schloss Aschach und wurde in Aschach begraben.